# V Cast

V Cast logo

V CAST是一由Verizon Wireless建立的3GEV-DO網絡，作用為傳送音頻、影片、和娛樂項目。其通常下載速度為一秒800kilobit至 1.4 megabit，而極限下載速度為一秒3.1 megabit。V CAST提供下載音樂和電影，且能存進電話或抽取式記憶卡。而這些資料因其高級數位內容權利管理而不能為其他陌生電話或電腦所讀取。
V CAST是極少數以手提電話為基礎，而能讓很多先進遊戲，包括一些3-D遊戲運行。而V CAST服務計劃則提供基本和進階服務，而這些服務均允許用戶上載專業電腦所編修的音樂，並以電話下載。